# Diomar Díaz
Diomar Ángel Díaz Calderón (Guasdualito, Apure, Venezuela; 3 de marzo de 1990) es un futbolista venezolano que juega como centrocampista en el Deportivo Táchira de la Primera División de Venezuela.

## Carrera
Diomar Díaz comenzaría su carrera con el Deportivo Italia en el 2009, donde marcaría cuatro goles en 43 apariciones para luego pasar a las filas de Mineros de Guayana.
En el conjunto de Puerto Ordaz registró una cifra de tres goles en 16 cotejos que le permitirían dar el salto al exterior, específicamente a la NASL de Estados Unidos con el New York Cosmos, bajo el mando del técnico venezolano Giovanni Savarese. 
El 3 de agosto de 2013, Díaz realizaría su debut en el partido inaugural de la temporada de otoño de la NASL ante Fort Lauderdale que terminaría con victoria 2:1. Tres semanas más tarde, anotaría su primer gol en la victoria ante San Antonio Scorpions.
Diomar se encendería para anotar cinco goles en 13 partidos, y después de aparecer en el "Equipo de la Semana" en las fechas N.º 8, 9 y 11 de la NASL, se titularía con el New York Cosmos en la "temporada de otoño" que le permitió disputar la final del Soccer Bowl 2013, la cual también ganaría 1:0 ante el Atlanta Silverbacks. Terminaría empatado con Marcos Senna como el jugador con más goles del equipo en la temporada regular. 
El 11 de octubre de 2014 anotaría en la victoria 2:1 del Cosmos ante el Ottawa Fury FC para concluir una temporada llena de obstáculos que se presentaron por las lesiones que le limitaron su tiempo de juego. El gol le permitiría ser nominado al "Equipo de la Semana" por la fecha Nº14. Finaliza con un total de doce partidos, partiendo como titular en ocho.
El 26 de diciembre de 2014, tras su paso por Estados Unidos, regresaría a Venezuela para reforzar al Caracas FC de cara al Torneo Clausura 2015. 
El 19 de agosto de 2015 anotaría su primer gol con el equipo capitalino ante el Aragua Fútbol Club por la Copa Venezuela que significaría la victoria 1:0.

## Estadísticas
| Club                | País           | Año           | Part. | Goles | Asist. | Prom. |
| ------------------- | -------------- | ------------- | ----- | ----- | ------ | ----- |
| Petare              | Venezuela      | 2009 - 2012   | 49    | 4     | 1      | 0.08  |
| Mineros de Guayana  | Venezuela      | 2012 - 2013   | 16    | 3     | 0      | 0.19  |
| New York Cosmos     | Estados Unidos | 2013 - 2014   | 26    | 6     | 2      | 0.23  |
| Caracas             | Venezuela      | 2015 - 2018   | 76    | 13    | 3      | 0.17  |
| Atlético Venezuela  | Venezuela      | 2019          | 34    | 0     | 0      | 0     |
| Jaguares de Córdoba | Colombia       | 2020-presente | 0     | 0     | 0      | 0     |
| Total carrera       |                | 2009 - 2020   | 201   | 26    | 6      | 0.13  |